# クロコダイル・ダンディー
『クロコダイル・ダンディー』（Crocodile Dundee）は、1986年のオーストラリアのコメディ映画。アカデミー脚本賞にノミネートされた。
続編に『クロコダイル・ダンディー2』（1988年）と『クロコダイル・ダンディー in L.A.』（2001年）がある。

## あらすじ
新聞記者のスーは、オーストラリアで「クロコダイル・ダンディー」と呼ばれる男を取材する。彼に命を助けられたスーは、ニューヨークへと彼を招待する。

## 登場人物
マイケル・J・"クロコダイル"・ダンディー（ミック）
演 - ポール・ホーガン
オーストラリアに住む冒険家。原住民に育てられた過去を持つ。無骨だが暖かみのある男。足にひどい傷跡がある。カンガルーの死体を使ってハンターを追い払うなど機転が利く。ニューヨークの文明にかなり驚く。
スー・チャールトン
演 - リンダ・コズラウスキー
ニューヨークの新聞記者。新聞社の社長令嬢。単身でオーストラリアに奥地に行く果敢な性格。
ウォルター・ライリー
演 - ジョン・メイロン
ダンディーの相棒。観光会社を共同経営している。
リチャード・メイスン
演 - マーク・ブラム
編集長。スーの上司であり恋人。酒癖が悪い。
サム・チャールトン
演 - マイケル・ロンバード
スーの父親。新聞社の社長。ダンディーを気に入る。

## キャスト
| 役名                                | 俳優                         | 日本語吹替                                            | 日本語吹替                                   | 日本語吹替                     | 日本語吹替                                                                     |
| 役名                                | 俳優                         | 機内上映版                                            | フジテレビ版                                 | テレビ朝日版 （追加録音部分）  | VOD版                                                                          |
| ----------------------------------- | ---------------------------- | ----------------------------------------------------- | -------------------------------------------- | ------------------------------ | ------------------------------------------------------------------------------ |
| クロコダイル・ダンディー （ミック） | ポール・ホーガン             | 山田康雄                                              | 青野武                                       | 羽佐間道夫                     | 木下浩之                                                                       |
| スー・チャールトン                  | リンダ・コズラウスキー       | 戸田恵子                                              | 榊原良子                                     | 高島雅羅                       | 甲斐田裕子                                                                     |
| ウォルター・ライリー                | ジョン・メイロン             | 上田敏也                                              | 富田耕生                                     | 宮内幸平                       | 駒谷昌男                                                                       |
| ネビル・ベル                        | デヴィッド・ガルピリル       | 田中和実                                              | 大滝進矢                                     | 古田信幸                       | 吉田勝哉                                                                       |
| リチャード・メイスン                | マーク・ブラム               | 天地麦人                                              | 牛山茂                                       | 大塚芳忠                       | 志賀麻登佳                                                                     |
| サム・チャールトン                  | マイケル・ロンバード         | 加藤正之                                              | 宮川洋一                                     | 村松康雄                       | ふくまつ進紗                                                                   |
| ガス                                | レジナルド・ヴェルジョンソン | 吉村よう                                              | 増岡弘                                       | 茶風林                         | 長谷川敦央                                                                     |
| ダニー                              | リク・コリッティ             | 田原アルノ                                            | 千田光男                                     | 千田光男                       |                                                                                |
| アイーダ                            | マギー・ブリンコ             | 巴菁子                                                | 青木和代                                     | 磯辺万沙子                     | きそひろこ                                                                     |
| ドンク                              | スティーブ・ラックマン       | 石塚運昇                                              | 笹岡繁蔵                                     | 郷里大輔                       |                                                                                |
| ナゲット                            | ジェリー・スキルトン         |                                                       | 中原茂                                       | 荒川太郎                       |                                                                                |
| ダフィー                            | テリー・ギル                 |                                                       | 大宮悌二                                     |                                |                                                                                |
| トレバー                            | ピーター・ターンブル         |                                                       | 辻親八                                       | 小室正幸                       |                                                                                |
| ロジータ                            | クリスティナ・トトス         |                                                       | 林優子                                       |                                |                                                                                |
| アーヴィング                        | アーヴィング・メッツマン     |                                                       | 星野充昭                                     | 西村知道                       |                                                                                |
| グウェンドリン                      | アン・カーライル             |                                                       | 藤生聖子                                     | 種田文子                       |                                                                                |
| フラン                              | アン・フランシーヌ           | 沢りつお                                              | 岸野一彦                                     | 石森達幸                       |                                                                                |
| シモンヌ                            | ケイトリン・クラーク         | 色川京子                                              | 速見圭                                       | 渡辺美佐                       |                                                                                |
| カーラ                              | ナンシー・メット             | 江沢昌子                                              | 折笠愛                                       | 雨蘭咲木子                     |                                                                                |
| ポン引き                            | ジョン・スナイダー           | 小島敏彦                                              | 金尾哲夫                                     | 二又一成                       |                                                                                |
| 地下鉄の男                          | サリヴァン・ウォーカー       |                                                       | 池田勝                                       | 大山高男                       |                                                                                |
| 地下鉄の男                          | ピート・ブコッシ             |                                                       | 秋元羊介                                     | 稲葉実                         |                                                                                |
| 役不明 その他                       | N/A                          | 山下啓介 石森達幸 津田英三 長島亮子 鈴木祐子 荒川太郎 | 曽我部和恭 丸山詠二 鈴鹿千春 斉藤昌 好村俊子 | 佐藤正治 喜田あゆ美 大橋世津   | 下田屋有依 五位渕ヴィゴ 佐々木薫 藤田曜子 角田雄二郎 越後屋コースケ 野路ももこ |
| 日本語版スタッフ                    |                              |                                                       |                                              |                                |                                                                                |
| 演出                                | 演出                         | 福永莞爾                                              | 福永莞爾                                     | 伊達康将                       | 伊達康将                                                                       |
| 翻訳                                | 翻訳                         | 入江敦子                                              | 岩佐幸子                                     | 宇津木道子 （赤池ひろみ）      | 山野井佳苗                                                                     |
| 効果                                | 効果                         |                                                       | リレーション                                 | リレーション                   |                                                                                |
| 調整                                | 調整                         |                                                       |                                              | 兼子芳博                       |                                                                                |
| 制作                                | 制作                         | 東北新社                                              | 東北新社                                     | 東北新社                       | 東北新社                                                                       |
| 解説                                | 解説                         | N/A                                                   | 高島忠夫                                     | 淀川長治                       | N/A                                                                            |
| 初回放送                            | 初回放送                     | 2023年1月 『スター・チャンネル』                      | 1990年4月21日 『ゴールデン洋画劇場』         | 1994年6月12日 『日曜洋画劇場』 | Netflixなどで使用                                                              |